# Alkmán
Alkmán, také Alkmaión (7. století př. n. l.) byl velmi ceněný řecký lyrický básník. Pocházel z Lýdie, narodil se v Sardách asi v roce 690, žil ale ve Spartě, kam se dostal jako válečný zajatec. Byl otrokem u spartského šlechtice, byl ale propuštěn a dožil se vysokého věku. Byl především autorem sborových písní, často ke chvále bohů, zejména k poctě bohyně Artemis. Alkmánův význam ale tkví v tom, že byl jedním ze zakladatelů osobní lyriky (převážně milostné a přírodní, velmi optimistické a duchaplné), jejíž prvky vnášel i do rituálních písní, ty se tak staly osobnějšími. Často v nich střídají pasáže sborové (zejména pro dívčí chrámové sbory) a pasáže sólové. Velmi ovlivnil také řeckou metriku, vytvořil několik nových veršových útvarů (alkmanský verš) a komplikované strofy, které od něj přebírali další básníci. V jeho básních se mísí lýdská lehkost a veselost a spartská přísnost. Údajně napsal celkem šest knih převážně rituálních písní, dochovaly se z nich ale jen zlomky.